# مارجوری لرد
مارجوری لرد (انگلیسی: Marjorie Lord؛ زادهٔ ۲۶ ژوئیهٔ ۱۹۱۸ – درگذشته ۲۸ نوامبر ۲۰۱۵) یک هنرپیشه اهل ایالات متحده آمریکا بود.
از فیلم‌ها یا برنامه‌های تلویزیونی که وی در آن نقش داشته است، می‌توان به شرلوک هولمز در واشنگتون و سوارکاری در اوج اشاره کرد.